# Leopold Weinmayer
Leopold Weinmayer (* 9. Oktober 1904 in Wien; † 19. Juli 1966 in Klosterneuburg) war ein österreichischer Politiker (ÖVP) und Fachinspektor im Post- und Telegraphendienst. Er war von 1945 bis 1953 Mitglied des Bundesrates und von 1953 bis 1966 Abgeordneter zum Österreichischen Nationalrat.
Weinmayer besuchte nach der Volksschule die Bürgerschule und trat danach im Alter von 15 Jahren in den Dienst des Post- und Telegraphendienstes. Nach dem Zweiten Weltkrieg wurde er 1947 Landesparteisekretär der ÖVP Niederösterreich.
Politisch engagierte sich Weinmayer zwischen 1922 und 1938 als Mitglied der christlichen Postgewerkschaft und übte zwischen 1946 und 1947 die Funktion des Landesorganisationsleiter des ÖAAB Niederösterreich aus. Nachdem er bereits von 1934 bis 1938 Geschäftsführender Gemeinderat von Klosterneuburg gewesen war, übernahm er nach 1945 das Amt des Bürgermeisters von Klosterneuburg und vertrat die ÖVP vom 19. Dezember 1945 und dem 18. März 1953 Im Bundesrat, wo er vom 6. Dezember 1949 bis zum 30. Juni 1951 Stellvertretender Vorsitzender des Bundesrates war und vom 1. Jänner 1952 bis zum 30. Juni 1952 das Amt des Vorsitzenden ausübte. Danach war Weinmayer vom 18. März 1953 bis zum 30. März 1966 Abgeordneter zum Nationalrat.